# Masacre de Muttur
La masacre de Muttur tuvo lugar el 4 o 5 de agosto de 2006, cuando 17 empleados de la ONG internacional francesa Acción contra el Hambre (conocida internacionalmente como Action Contre la Faim, o ACF) fueron asesinados a quemarropa en la ciudad de Muttur, cerca de Trincomalee, en Sri Lanka. Las víctimas pertenecían a la etnia tamil, y todos ellos eran de nacionalidad srilanquesa. La matanza está considerada una masacre sin precedentes en la historia de las ONG.
Tras el suceso, enmarcado en la Guerra Civil de Sri Lanka, las fuerzas gubernamentales y los guerrilleros Tigres tamiles se acusaron mutuamente de los hechos. Aunque la autoría de la matanza nunca ha sido esclarecida, varios informes señalan a las fuerzas especiales del ejército de Sri Lanka como autores materiales de los asesinatos.

## Contexto
Tras el terremoto del océano Índico y el subsecuente tsunami que asolaron gran parte de Sri Lanka en 2004, la sección francesa de Acción Contra el Hambre mantuvo en la localidad de Muttur (al noreste del país) un contingente de ayuda humanitaria, especializado en saneamiento, agronomía y gestión de proyectos. En los días precedentes a la matanza, y en el marco de la Guerra Civil de Sri Lanka, se habían producido en la zona intensos combates entre las fuerzas gubernamentales y la guerrilla de los Tigres de Liberación del Eelam Tamil.

## Hechos
El 6 de agosto de 2006, después de que la zona se hubiera pacificado tras los combates entre el ejército ceilanés y los rebeldes tamiles, aparecieron en la oficina-almacén de Acción Contra el Hambre los cuerpos sin vida de 17 empleados (13 hombres y 4 mujeres, todos ellos nativos del país y de edades comprendidas entre 23 y 54 años) que la organización tenía en Muttur. Los cuerpos fueron hallados en el patio del recinto, y presentaban todos ellos disparos en la cabeza. ACF envió a la zona un equipo, que consiguió recuperar los cadáveres y trasladarlos al hospital de Trincomalee.
Una vez que los hechos alcanzaron trascendencia internacional, las fuerzas gubernamentales y la guerrilla de los Tigres tamiles se culparon mutuamente de la matanza.

## Reacciones
El gobierno de Sri Lanka negó su responsabilidad, pero la Misión de Observación de Sri Lanka informó de sus sospechas de que el ejército de Sri Lanka era el responsable de los asesinatos. De acuerdo con sus conclusiones,

"(...)existe el convencimiento de que no había [en la zona] ningún otro grupo armado más que las fuerzas de seguridad, que en realidad podrían estar detrás del acto"

El jefe de la Misión, el coronel sueco retirado Ulf Henricsson, al ser interrogado sobre el hecho, dijo que se trataba de "uno de los crímenes más graves contra los trabajadores humanitarios en todo el mundo."

## Investigación

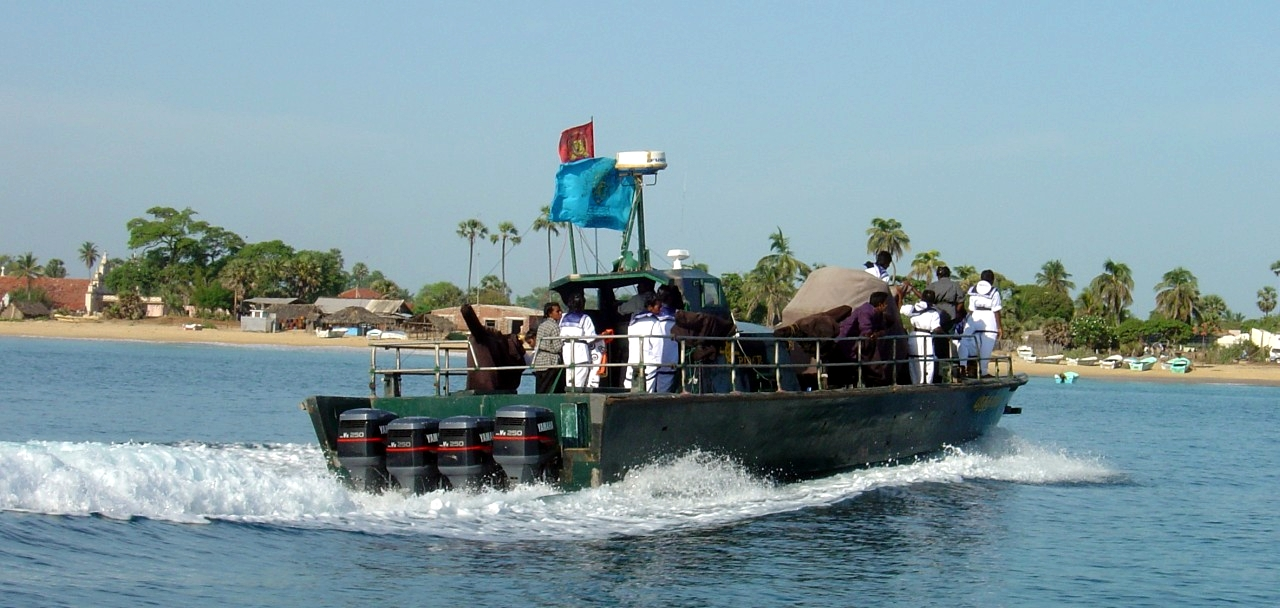
Barcaza de los Tigres de Liberación del Eelam Tamil, que habían tomado la ciudad de Muttur semanas antes del suceso. La masacre se desarrolló justo cuando las fuerzas gubernamentales recuperaron el control de la ciudad, lo que ocasionó la acusación mutua entre ambas fuerzas. La organización guerrillera se disolvió en 2009, tras su derrota militar y la muerte de su fundador, Velupillai Prabhakaran. No obstante, la investigación oficial exoneró al ejército cingalés de la matanza, pese a que es habitualmente considerado por organizaciones internacionales el responsable de la muerte de los cooperantes.

El proceso abierto en septiembre por la justicia ceilanesa estuvo plagado de irregularidades, como la ausencia total de testigos y la prohibición total de público y prensa durante las vistas. Además, el gobierno de la isla impidió la presencia de observadores internacionales durante el proceso. En octubre, a petición de la investigación, se procedió a la exhumación de los cadáveres para recuperar las balas que se encontraban en sus cuerpos, con el fin de realizar un informe balístico que permitiera determinar qué tipo de armas efectuaron los disparos.
En un informe de la Asamblea General de las Naciones Unidas se señaló que "las autoridades de Sri Lanka han demostrado no poder o no querer resolver el problema del creciente número de asesinatos selectivos de empleados de organizaciones internacionales de ayuda humanitaria en el territorio controlado por el Gobierno". Asian Centre for Human Rights apuntó que las investigaciones sobre la matanza de los 17 trabajadores de Acción contra el Hambre habían sido infructuosas.
El presidente del país, Mahinda Rajapaksa, formó una comisión oficial de investigación, compuesta por técnicos cingaleses y observadores internacionales. La comisión determinó, en julio de 2009, que "ni el Ejército de Tierra ni la Marina estaban presentes en el sector donde se cometió la masacre", descartando la autoría por parte de las fuerzas armadas del país.
El 1 de abril de 2008, la organización "Profesores Universitarios para los Derechos Humanos", dirigida por antiguos profesores de la Universidad de Jaffna, y crítica tanto de las actividades de los Tigres como del Gobierno de Sri Lanka, publicó su "Informe Especial #30", que trata exclusivamente de la matanza del personal de ACF. Este informe cita a un miembro de la Guardia Nacional de Sri Lanka y dos agentes de policía con sede en la Estación de Policía de Muttur como autores de la matanza, pero añade que varios miembros de las Fuerzas Especiales de la Marina formaban parte del grupo que entró en el recinto de ACF y permanecieron pasivos mientras el personal de ACF era asesinado. La organización internacional Human Rights Watch describió el informe como un "brillante ejemplo de trabajo de investigación". Para Human Rights Watch, este informe demuestra que "las investigaciones del gobierno en la masacre eran poco más que una broma de mal gusto, jugando con las familias de las víctimas y la comunidad internacional."

## Documental
En 2007 Maximal Productions y el canal televisivo francés France 5 produjeron el documental de 52' Muttur: un crime contre l'humanitaire (Muttur, un crimen contra la humanidad), que supuso el Premio Albert Londres para los periodistas Anne Poiret, Gwenlaouen Le Gouil y Fabrice Launay. En España, el documental fue titulado Muttur, la matanza ignorada, y fue emitido por el Canal de Historia en noviembre de 2010.